# Liparis tricallosa
Liparis tricallosa är en orkidéart som beskrevs av Heinrich Gustav Reichenbach. Liparis tricallosa ingår i släktet gulyxnen, och familjen orkidéer. Inga underarter finns listade i Catalogue of Life.